# Canenx-et-Réaut
Canenx-et-Réaut település Franciaországban, Landes megyében. Lakosainak száma 172 fő (2022. január 1.). Canenx-et-Réaut Brocas, Cère, Lucbardez-et-Bargues, Maillères, Saint-Avit és Uchacq-et-Parentis községekkel határos.

## Népesség
A település népességének változása:
| Lakosok száma | 182  | 112  | 153  | 160  | 167  | 161  | 158  | 166  | 170  | 172  |
|               | 1968 | 1982 | 1990 | 2006 | 2013 | 2015 | 2017 | 2019 | 2020 | 2022 |